# 巴氏若鰺
巴氏若鰺（學名：Carangoides bartholomaei）是一種鰺科海魚。它們分佈在大西洋，由麻薩諸塞州東岸至巴西，與及離岸島嶼。它們顎的長度及條鰭的數量與其他鰺科有所不同。它們的體型算是大，最長可達1米及最少重14公斤。它們棲息在礁，會獨立或成群的生活。它們是掠食性魚類，主要吃其他小魚。它們長達23-32厘米就達至性成熟，並會於2月至10月在離岸海域產卵。它們的經濟效益並不怎麼重要，味道一般。

## 分類及命名
巴氏若鰺分類在若鰺屬中。它們最初是由法國分類學家喬治·居維葉於1833年基於聖巴泰勒米島搜集的標本而描述。他將之分類在鰺屬中，並以其發現地的聖巴泰勒米島來取種小名。它們的分類到現今仍然有爭議，一些學者將之分類到若鰺屬中，但仍有一些堅持最初的鰺屬的分類。

## 特徵

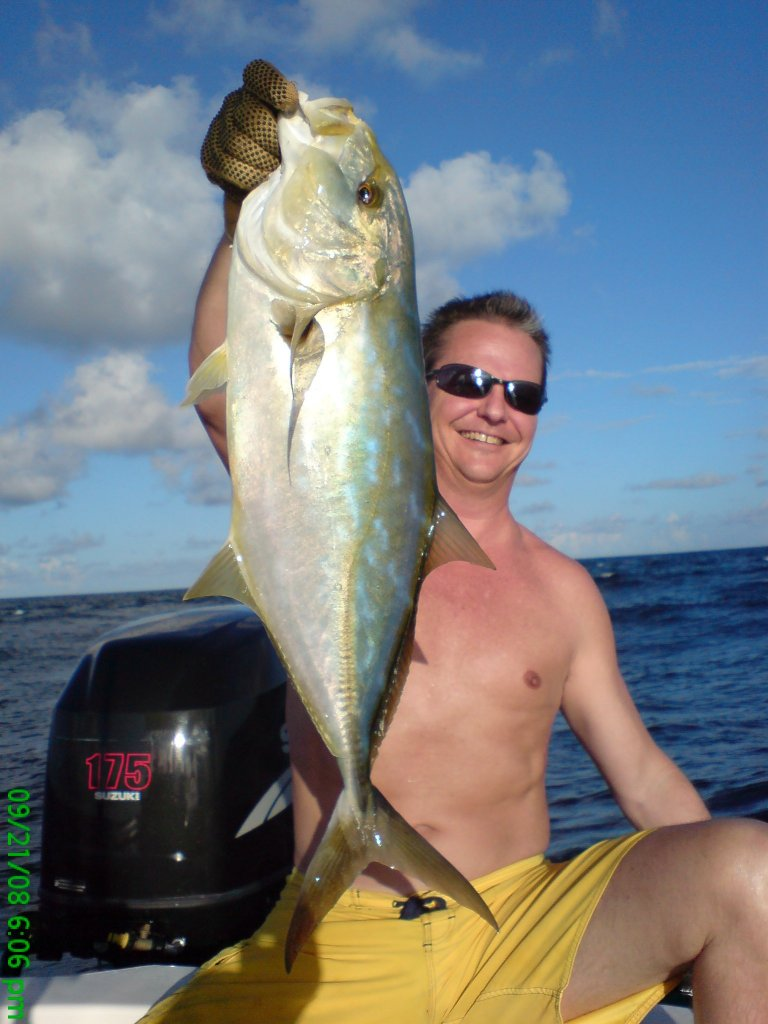
上釣的巴氏若鰺。

巴氏若鰺的體型屬典型的若鰺屬，體型呈中等深度及壓長，背部較腹部突出。它們是大型的魚類，最長可達1米及重14公斤。頭頂由吻至頸背稍為彎曲，眼睛有脂肪組織的眼簾。其上顎未及眼睛的內緣。上下顎有絨毛狀的牙齒，向前逐漸擴闊。背鰭分為兩部份，第一部份包含7條鰭刺，第二部份就有25-28條軟鰭條。臀鰭像第二背鰭，先有兩條分開及緊接一條鰭刺，後有21-24條軟鰭條。背鰭及臀鰭些微突出，胸鰭呈鐮狀，比頭部還要長。體側線前部輕微彎曲，彎曲的部份比後方直的部份長。體側線直的部份長22-28塊鱗甲，身體的其他部份由光滑的鱗片覆蓋。尾柄有雙邊的脊。它們共有24塊脊骨及24-40塊鰓耙。
巴氏若鰺背部呈淡黃綠藍色，底部呈銀色。幼魚有5行直間，逐漸會變成斑點，並最終消失。鰭透明，往往都帶有金褐色彩。年長的魚的黃色較深，很多的鰭都呈鮮黃色。

## 分佈及棲息地
巴氏若鰺分佈在西大西洋的熱帶及亞熱帶海域，由美國麻薩諸塞州至巴西馬塞約海岸。它們也分佈在東大西洋的離岸島嶼，包括百慕達、巴哈馬、西印度群島及加勒比海。除了它們和棒鰺是分佈在大西洋外，其他的若鰺屬都是分佈在印度洋-太平洋海域的。
巴氏若鰺很少會游到近岸的水域，較為喜歡離岸的礁及島嶼，或是大陸棚以下遼闊的海域。雖然它們很少會到美洲的淺水區，但在加勒比海島的沙質淺水區很多時都可以見到它們和其他魚類。

## 生物學
巴氏若鰺是掠食性魚類，會個別或成群的出沒。其主要獵物是小魚或底棲區的細小生物。它們也有跟蹤的特色，會跟隨較大的魚類，並從中獲得好處。它們也會像真骨附類般跟蹤鰻、魟科及鉸口鯊。也曾有發現它們跟蹤飛角魚科，雖然飛角魚科比巴氏若鰺細小，但它們可以翻起底質，將多種生物翻出來供食用。有時巴氏若鰺會反轉被其他大型魚類跟蹤。巴氏若鰺會吃飛旋海豚的排出物。其他同區的鰺科也有類似的行為。
不同地區的巴氏若鰺會於不同時間達至性成熟。在古巴的雄魚及雌魚分別到了30厘米及32厘米長就達至性成熟；在牙買加，雄魚只要23厘米長就達至性成熟。它們會於2月至10月間在離岸海域產卵。在伯利茲，它們會成群的產卵，群落的數量達300條，大部份都在日出前產卵。幼魚會在海面生活，利用身體的顏色偽裝躲在水母或馬尾藻中。幼魚會游一段長距離到達墨西哥灣暖流，可能因此而令它們到達麻薩諸塞州。

## 與人類關係
巴氏若鰺是次要的商業漁獲。它們也會被休閒垂釣，不過很多時都不是主要目標。它們是一般的美味，有新鮮的或醃製的出售。在西印度群島，它們帶有雪卡毒，並被列為高危物種，因它們的掠食性而使毒素留在身體。它們是第一種被確認為太平洋以外含有雪卡毒的魚類，不過其雪卡毒在生物化學上與太平洋物種的略有不同。

## 外部連結
- Fishbase （页面存档备份，存于）
- 巴氏若鰺的圖片 （页面存档备份，存于）